# Coniopteryx caffer
Coniopteryx caffer är en insektsart som beskrevs av Bo Tjeder 1957. Coniopteryx caffer ingår i släktet Coniopteryx och familjen vaxsländor. Inga underarter finns listade i Catalogue of Life.